# Fischheim
Fischheim ist ein Ortsteil der Gemeinde Seelitz im sächsischen Landkreis Mittelsachsen. Der Ort wurde am 1. Juli 1950 nach Steudten  eingemeindet, mit dem er am 1. Januar 1994 zur Großgemeinde Seelitz kam.

## Geografie

### Geografische Lage und Verkehr

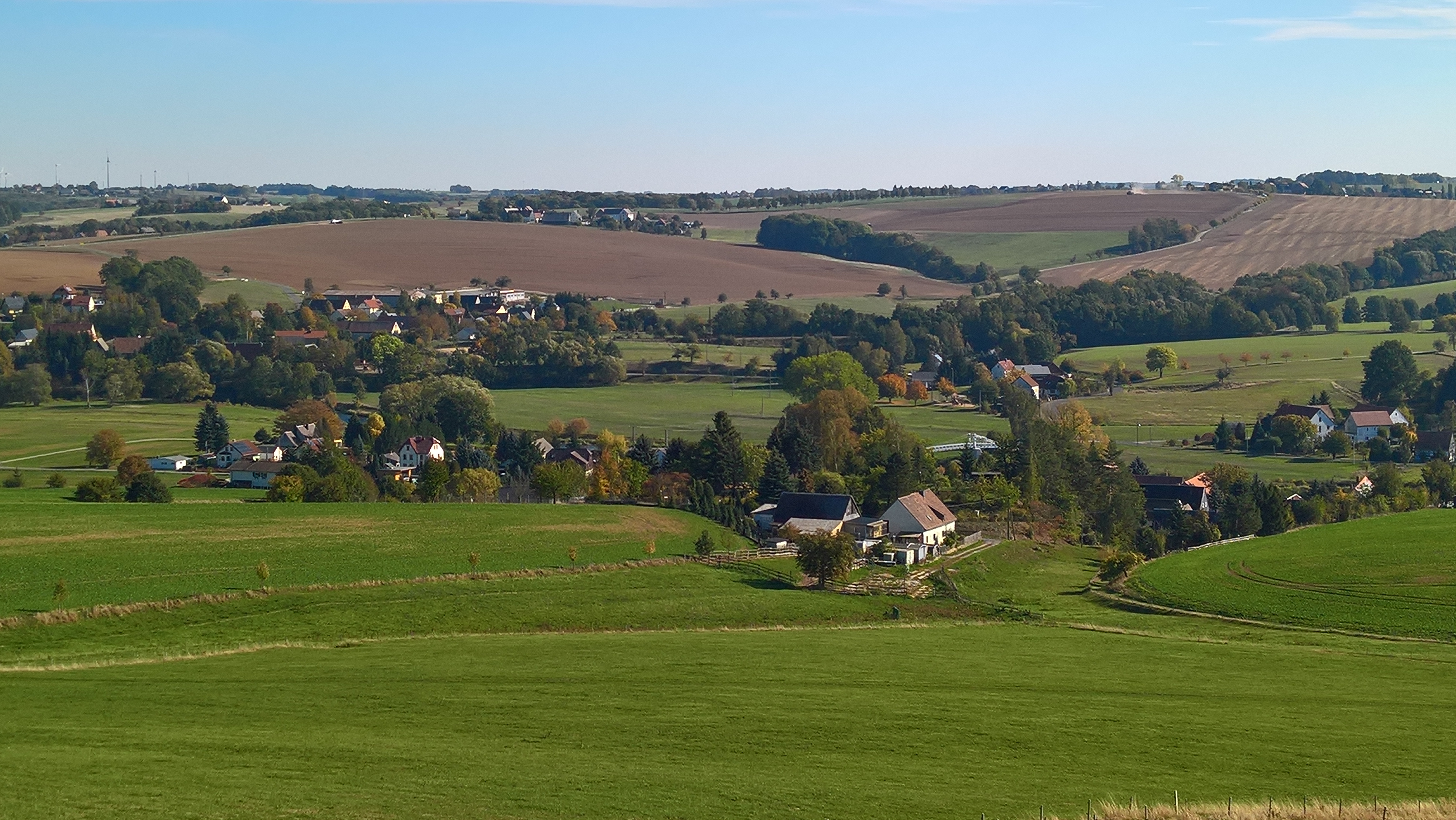
Muldentalblick Seelitz, Fischheim im Vordergrund

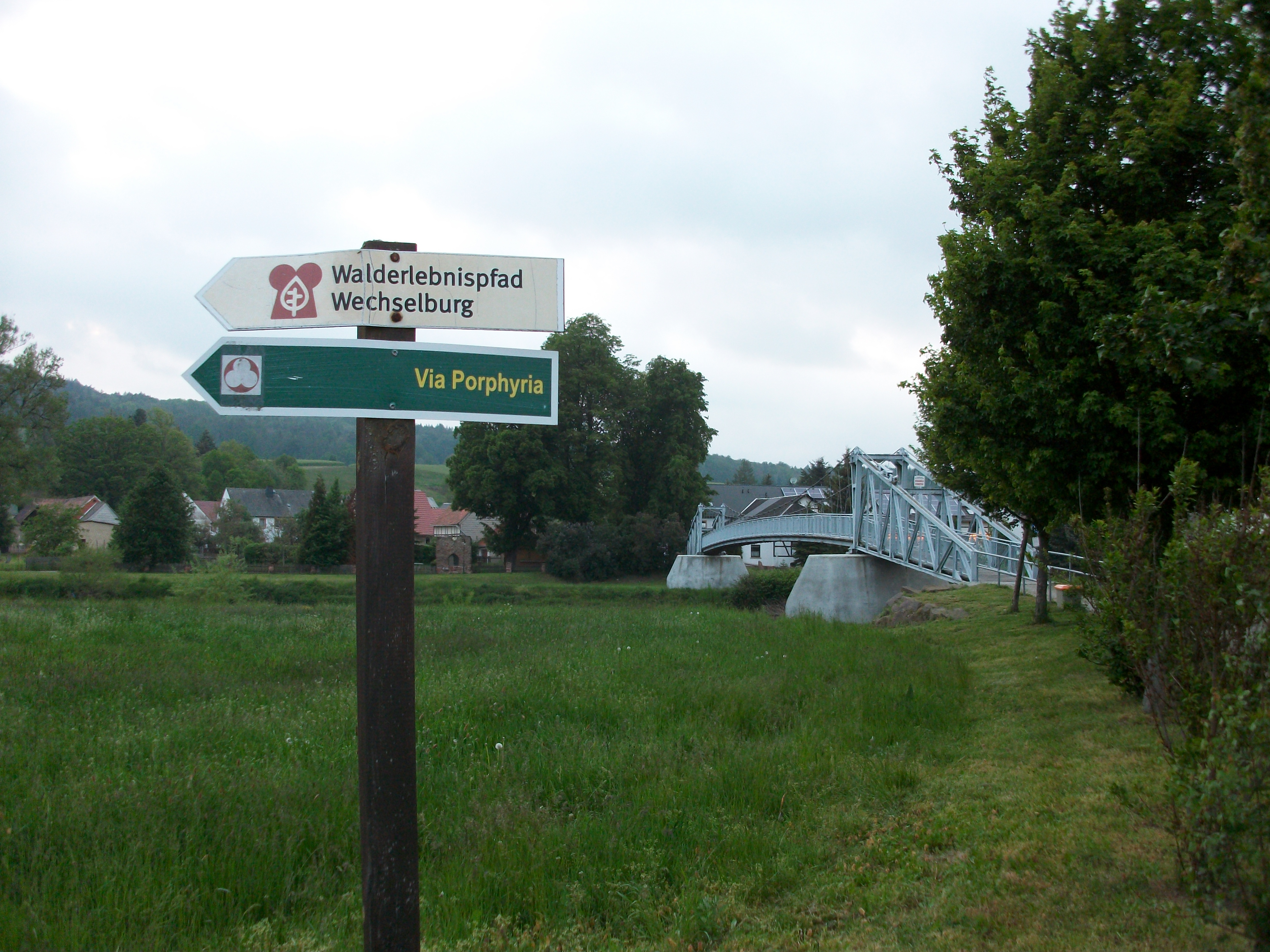
Fischheim, Schaukelsteg mit Wegweiser Via Porpyhria und Walderlebnispfad Wechselburg

Fischheim liegt im Westen der Großgemeinde Seelitz am Ostufer der Zwickauer Mulde. Der ebenfalls zu Seelitz gehörige Nachbarort Sörnzig am Westufer ist nur über eine Hängebrücke für Fußgänger erreichbar. Über diese führt die Via Porphyria. Über den Nachbarort Steudten wird die Bundesstraße 107 erreicht. Im Süden und Osten des Orts verläuft die stillgelegte Trasse der Bahnstrecke Glauchau–Wurzen (Muldentalbahn). Bei Fischheim liegt der „Fischheimer Borstel“, eine historische Wallanlage.

### Nachbarorte
|             | Sörnzig                                     |          |
|             | Kompassrose, die auf Nachbargemeinden zeigt | Steudten |
| Wechselburg |                                             | Meusen   |

## Geschichte

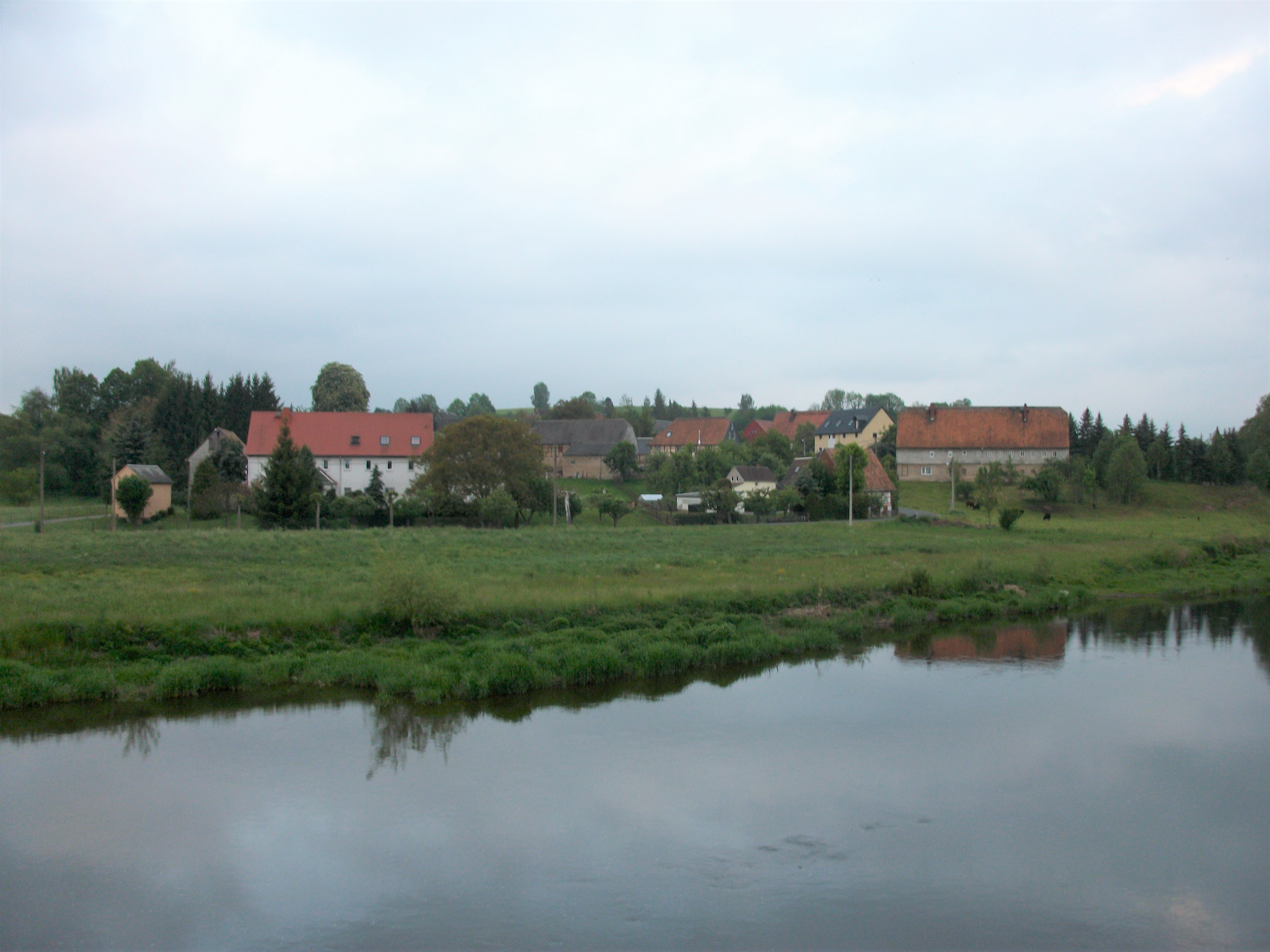
Blick auf Fischheim aus Richtung Sörnzig

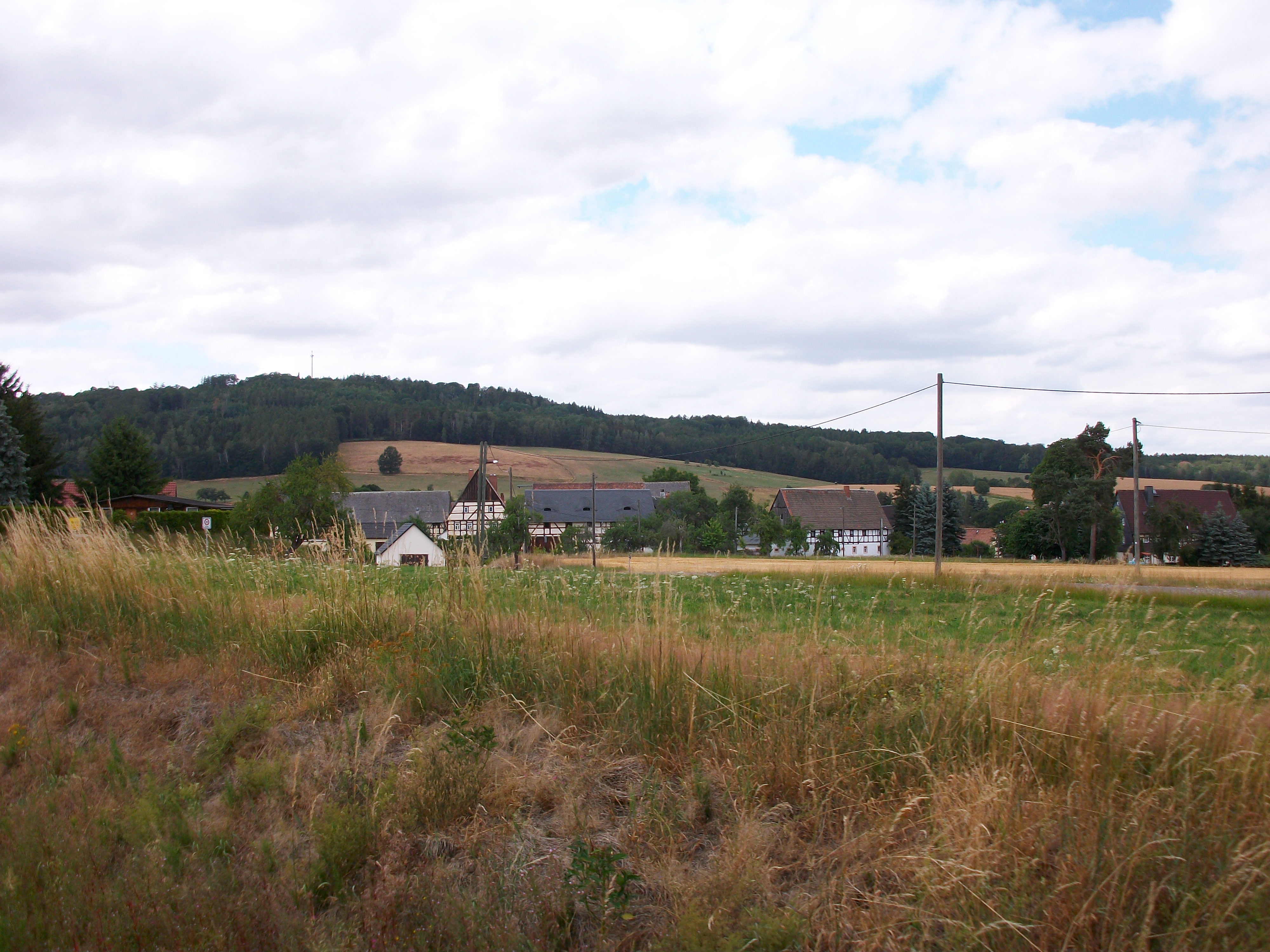
Blick auf Fischheim mit dem Rochlitzer Berg von der Muldentalbahn aus

Das Platzdorf Fischheim wurde im Jahr 1350 unter dem Namen Vyschen und bereits 1378 unter dem Namen Fyschheym erwähnt. Bezüglich der Grundherrschaft gehörte Fischheim im Jahr 1548 anteilig dem Rat zu Rochlitz, der Pfarre Seelitz, dem Rittergut Zetteritz und als Amtsdorf zum Amt Rochlitz. Von 1764 bis 1856 gehörte der Ort als Amtsdorf zum kursächsischen bzw. königlich-sächsischen Amt Rochlitz. Kirchlich ist der Ort seit jeher nach Seelitz gepfarrt. Bei den im 19. Jahrhundert im Königreich Sachsen durchgeführten Verwaltungsreformen wurden die Ämter aufgelöst. Dadurch kam Fischheim im Jahr 1856 unter die Verwaltung des Gerichtsamts Rochlitz und 1875 an die neu gegründete Amtshauptmannschaft Rochlitz.
Am 1. Juli 1950 wurde Fischheim nach Steudten eingemeindet. Durch die zweite Kreisreform in der DDR im Jahr 1952 wurde Fischheim als Ortsteil der Gemeinde Steudten dem Kreis Rochlitz im Bezirk Chemnitz (1953 in Bezirk Karl-Marx-Stadt umbenannt) angegliedert, der ab 1990 als sächsischer Landkreis Rochlitz fortgeführt wurde und 1994 im neu gebildeten Landkreis Mittweida und 2008 im Landkreis Mittelsachsen aufging. Durch die Eingemeindung der Gemeinde Steudten nach Seelitz ist Fischheim seit dem 1. Januar 1994 ein Ortsteil der Großgemeinde Seelitz.

## Kulturdenkmale und Sehenswürdigkeiten
Für die Kulturdenkmale des Ortes siehe die Liste der Kulturdenkmale in Fischheim.
- Hängebrücke Sörnzig–Fischheim
- Rochlitzer Berg auf der anderen Seite der Zwickauer Mulde
- Bahnstrecke Glauchau–Wurzen (Muldentalbahn), an ausgewählten Tagen Fahrbetrieb der Schienentrabis des Vereins Sächsischer Eisenbahnfreunde e. V.[7]